# Indigofera hochstetteri
Indigofera hochstetteri är en ärtväxtart som beskrevs av John Gilbert Baker. Indigofera hochstetteri ingår i släktet indigosläktet, och familjen ärtväxter. Utöver nominatformen finns också underarten I. h. streyana.